# Hiroko Takenishi
Hiroko Takenishi (竹西 寛子, Hiroshima, 11 de abril de 1929) é uma escritora japonesa membro da Academia Japonesa das Artes.
Nascida numa família de fabricantes de cerveja, a sua infância esteve marcada pela Segunda Guerra Mundial. Na sua obra, fala dos bombardeamentos de Hiroshima e Nagasaki e das consequências.
Estudou literatura japonesa na Universidade de Waseda.

## Prêmios
- 1964 Prêmio Toshiko Tamura: Ōkan no ki - Nihon no koten ni omou (往還の記 - 日本の古典に思う)
- 1973 Prêmio Taiko Hirabayashi:  Shikishi-naishinnō, Eifuku-mon’in (式子内親王・永福門院)
- 1978 Chūōkōron-Shinsha :Kangensai (管絃祭)
- 1981 Prêmio Kawabata : Heitai yado (兵隊宿)
- 1986 Prêmio Mainichi : Yamagawa Tomiko (山川登美子)
- 2003 Prêmio Noma : Zōtō no Uta (贈答のうた)